# ديفيد بانكروفت جونسون
ديفيد بانكروفت جونسون (بالإنجليزية: David Bancroft Johnson)‏ هو أستاذ جامعي أمريكي، ولد في 10 يناير 1856 في لا غرانغ في الولايات المتحدة، وتوفي في 26 ديسمبر 1928 في روك هيل في الولايات المتحدة.